# Cambra alta
La cambra alta és una de les dues cambres d'un cos legislatiu bicameral; l'altra és la cambra baixa. La cambra alta pot representar els ciutadans de la següent manera:
- per lliure elecció per mitjà del sufragi universal, per representar els estats, províncies o territoris constituents; és una cambra de "segona lectura" en el procés d'aprovació de les lleis, tan bon punt siguin aprovades per la cambra baixa (com és el cas de la majoria de les democràcies presidencialistes);
- per lliure elecció i per representació territorial; és a dir, una secció és elegida directament pels ciutadans i l'altra per les assemblees legislatives de les províncies, comunitats o territoris (com és el cas d'algunes democràcies parlamentàries com ara Espanya);
- per virtut d'un títol nobiliari, una condició personal intransferible o per designació (com és el cas de la majoria de les monarquies constitucionals, com ara el Regne Unit, o bé d'algunes repúbliques, com ara el petit grup dels anomenats Senadors a vita d'Itàlia).

Les funcions de les cambres altes també varien d'acord amb la forma de govern dels estats:
- En les democràcies parlamentàries la cambra alta és una cambra de consell o revisió; les seves funcions són restringides en alguna o algunes de les següents maneres:
  - no tenen cap control sobre la branca executiva,
  - no tenen el poder per vetar una llei,
  - no tenen la capacitat de proposar una nova llei (no tenen iniciativa legislativa),
  - no poden bloquejar o modificar el pressupost.

- En les democràcies presidencialistes la cambra alta té més poders i en alguns casos els mateixos poders que les cambres baixes; les seves funcions poden incloure:
  - l'autoritat única per aprovar o no aprovar els tractats internacionals
  - la capacitat per proposar lleis (amb algunes excepcions)

Els títols més comuns per referir-se a les cambres altes són:
- Senat (el més comú)
- Consell Legislatiu (a la majoria dels estats constituents d'Austràlia)
- Consell d'Estats o Consell de la Federació (en les federacions: Alemanya, Suïssa, Àustria i l'Índia)
- Cambra dels Lords (al Regne Unit)
- Cambra dels Pars (antic, a França, durant la restauració de la dinastia dels Borbó)
- Cambra dels Consellers (al Japó)
- Consell Nacional (a Eslovènia)